# Рок (округ, Висконсин)
Округ Рок (англ. Rock County) располагается в штате Висконсин, США. Официально образован в 1836 году. По состоянию на 2010 год, численность населения составляла 160 331 человека.

## География
По данным Бюро переписи США, общая площадь округа равняется 1880,342 км2, из которых 1859,622 км2 суша и 8,000 км2 или 1,100 % это водоемы.

## Население
По данным переписи населения 2000 года в округе проживает 152 307 жителей в составе 58 617 домашних хозяйств и 40 387 семей. Плотность населения составляет 82,00 человека на км2. На территории округа насчитывается 62 187 жилых строений, при плотности застройки около 33,00-х строений на км2. Расовый состав населения: белые — 91,01 %, афроамериканцы — 4,63 %, коренные американцы (индейцы) — 0,28 %, азиаты — 0,78 %, гавайцы — 0,04 %, представители других рас — 1,77 %, представители двух или более рас — 1,50 %. Испаноязычные составляли 3,91 % населения независимо от расы.
В составе 33,60 % из общего числа домашних хозяйств проживают дети в возрасте до 18 лет, 53,50 % домашних хозяйств представляют собой супружеские пары проживающие вместе, 10,90 % домашних хозяйств представляют собой одиноких женщин без супруга, 31,10 % домашних хозяйств не имеют отношения к семьям, 25,10 % домашних хозяйств состоят из одного человека, 9,70 % домашних хозяйств состоят из престарелых (65 лет и старше), проживающих в одиночестве. Средний размер домашнего хозяйства составляет 2,54 человека, и средний размер семьи 3,03 человека.
Возрастной состав округа: 26,50 % моложе 18 лет, 8,60 % от 18 до 24, 29,80 % от 25 до 44, 22,30 % от 45 до 64 и 22,30 % от 65 и старше. Средний возраст жителя округа 36 лет. На каждые 100 женщин приходится 97,00 мужчин. На каждые 100 женщин старше 18 лет приходится 94,10 мужчин.